# Jasenice (Croazia)
Jasenice (in italiano Giasenizze o Giassenizza, desueto) è un comune della Dalmazia, appartenente alla Bukovica, nella regione zaratina.

## Località
Il comune di Jasenice è suddiviso in 3 frazioni (naselja), di seguito elencate. Tra parentesi il nome in lingua italiana, spesso desueto.
- Jasenice (Giasenizze[1] o Giassenizza[2])
- Rovanjska (Ravagnasca[2])
- Zaton Obrovački (Zatton[1])